# Chloé Trespeuch
Chloé Trespeuch (Bourg-Saint-Maurice, 13 aprile 1994) è una snowboarder francese.

## Biografia
Specialista dello snowboard cross, ha esordito in Coppa del Mondo di snowboard il 24 marzo 2011 ad Arosa, in Svizzera.

## Palmarès

### Olimpiadi
- 2 medaglie:
  - 1 argento (snowboard cross a Pechino 2022)
  - 1 bronzo (snowboard cross a Soči 2014)

### Mondiali
- 3 medaglie: 
  - 1 oro (snowboard cross a squadre a Sierra Nevada 2017)
  - 1 argento (snowboard cross a Sierra Nevada 2017)
  - 1 bronzo (snowboard cross a squadre a Bakuriani 2023)

### Universiadi invernali
- 1 medaglia:
  - 1 argento (snowboard cross a Granada 2015)

### Mondiali juniores
- 2 medaglie:
  - 2 argenti (snowboard cross a Valmalenco 2011, snowboard cross a Erzurum 2013)

### Festival olimpico della gioventù europea
- 1 medaglia:
  - 1 argento (snowboard cross a Liberec 2011)

### Coppa del Mondo
- Vincitrice della Coppa del Mondo di snowboard cross nel 2024
- 42 podi:
  - 7 vittorie
  - 19 secondi posti
  - 16 terzi posti

#### Coppa del Mondo - vittorie
| Data             | Luogo          | Paese         | Disciplina |
| ---------------- | -------------- | ------------- | ---------- |
| 27 febbraio 2016 | Bokwang        | Corea del Sud | SBX        |
| 9 settembre 2017 | Cerro Catedral | Argentina     | SBX        |
| 7 marzo 2020     | Sierra Nevada  | Spagna        | SBX        |
| 16 dicembre 2022 | Cervinia       | Italia        | SBX        |
| 3 dicembre 2023  | Les Deux Alpes | Francia       | SBX        |
| 3 febbraio 2024  | Gudauri        | Georgia       | SBX        |
| 17 marzo 2024    | Montafon       | Austria       | SBX        |

Legenda:

SBX = Snowboard cross